# Liste des épisodes de Ramdam

Cette page recense les épisodes de la série télévisée québécoise Ramdam.

## Première saison (2001-2002)
1. Le Jour J
2. Vol au-dessus d'un nid de dessous
3. Le Chêne et le condo
4. La Tour de Babel
5. La Mélodie de bonne heure
6. Ventres affamés n’ont pas d’oreilles
7. Les Attrape-cœurs
8. Riche et amoureux?
9. Vies privées
10. Langues de vipères
11. Un pour tous, et tous pour Nathan
12. Parfums, vamps et vampires
13. Vin rouge et nuit blanche
14. Une gang de malades
15. Pour une bonne note
16. Patins en folie
17. Le Bleu au cœur, le jaune au lit
18. Les Héros d’un jour
19. L’Amour… toujours l’amour
20. De l’électricité dans l’air
21. La Nuit de l’astéroïde
22. On se l’arrache!
23. Ras-le-bol!
24. Becquer Bono…
25. Le Cadeau de Chloé
26. Des laitues et un microbe
27. Le Bonhomme 7 heures
28. Sélina Spielberg
29. Piquer c’est grattant!
30. Lililiberté
31. Cinéma, cinéma
32. Métro, impro, trio
33. À genoux devant vous!
34. Des avant-midi de chien
35. Amour : mode d’emploi
36. L'Amour n'a jamais connu de loi
37. Sélina-la-mitraille
38. Un homme et son lavabo
39. Surprise, surprise…
40. Fausses pistes
41. Maîtres chanteurs
42. Rendez-moi mes parents
43. Ferby
44. Max attaque
45. Un 1 ½ vaut mieux que 2 tu l’auras
46. Papa gâteau
47. Journée sans eau
48. Mauvais tour
49. Bug!
50. Bouteille
51. L’Amitié en ratatouille
52. Chaleurs humaines
53. Sucré, salé
54. Le Code du travail
55. Le T-Shirt maudit
56. Le Crime de Manolo Laporte
57. Vicissitudes
58. Abeilles et sortilèges
59. La Liberté ou la mode
60. Père à roulettes
61. Souriez! Vous êtes à la caméra!
62. 1, 2, 3, test!
63. Stress d’une nuit d’hiver
64. À la boxe comme à la boxe
65. Délateur malgré lui
66. Lira bien qui lira le dernier
67. Air de bœuf et taille de guêpe
68. L’Espérance-Laporte
69. SOS Sélina
70. L’Arnaque
71. Bang!
72. Sélina à la rescousse
73. La Photo maléfique
74. La Souricière
75. Roméo et Juliette
76. Le Privilège
77. Traquenard, tofu et tension
78. Deux hommes et un couffin
79. Tofu-bohu
80. Méchant QI
81. Télékiniaiseries
82. Fini les radis!
83. Frasques et attrapes
84. L’Espion qui m’énervait
85. Quand la maman va, tout va!
86. Don Juan et dragons
87. Rétroviseurs déformants
88. Simon face à son vaccin
89. La maturité a bien meilleur goût
90. Trois gars, trois filles
91. Julie
92. Paris à quel prix?
93. Des Canadiens errants
94. Référendum et de filles
95. La Permission
96. Saucisses et soucis
97. Le Paradis!
98. Le Retour de Thomas
99. Le Tag ne paie pas
100. Un peu, beaucoup, passionnément... pas tout à fait

## Deuxième saison (2002-2003)
1. Les Olympiades
2. La Bombe
3. La Chicane
4. Je t'aime moi non plus
5. En retard!
6. Tout est dans la sauce
7. Les Petits bateaux qui vont sur l’eau
8. La Chemise de Denis est-elle finie ou archi-finie?
9. Sélina et le Big Bazar!
10. Amour propre
11. Honte et adoration
12. Sacrée journée!
13. Ouache!!! Dégueu!!!
14. « Bloody Magic World »
15. Une affaire non classée
16. Au poil!
17. Vélo à vendre (Prix à discuter)
18. La Journée familiale
19. Révolte
20. Manolo et le pot au lait
21. Visite d’Afrique
22. La Noce
23. Le Pour et le contre de l'amitié
24. Le Temps des secrets
25. Au vol!
26. Lait chaud, lait frette
27. Le Sexe de Microbe
28. Donne-moi un bec!
29. Si tu m’aimes, prends garde à toi!
30. Cher journal
31. Intimitation
32. La Peur qui rend aveugle
33. Le Retour d’Antonin
34. Les Hôtesses en jupette
35. Sur la glace
36. Histoires vraies?
37. Je joue de la guitare
38. Le Plus beau gars du mois
39. Marche avec nous!
40. Le Mot de trop
41. C’est quoi leur problème?
42. Moi? Criarde?!?
43. Opération bougon
44. Elle court, elle court la rumeur
45. J’aurai voulu être un businessman
46. Pop secret
47. Go! Go! Gothique!
48. Une fin de semaine de rêve
49. Pète et répète
50. Maladiction
51. Exercices en salade
52. Une prof trop proche
53. Une blonde trop loin
54. Tablette et... ta boîte!
55. Complètement malaaaaaaaade!
56. Cœur de skater
57. Le Cri de minuit
58. Je t’aime bien... mais juste comme amie
59. Les premiers seront les derniers
60. Y a-t-il de l’amour dans l’air?
61. Papa pas beau
62. Cool et écolo
63. La Revanche de Manolo
64. Un amour impossible
65. Le Veillothon
66. La Réunion des horribles
67. Tour du chapeau
68. Gagner à tout casser
69. Les demi-frères brossent
70. La Grande Déclaration de Thomas
71. Homme à homme
72. Le Shampoing sur la gueule
73. Le Scoop
74. Une dent contre le dentiste!
75. Être soi-même
76. L’amour n’a pas d’âge
77. Ma mère est plus forte que ton père!
78. La Langue de chez nous
79. Scientifiquement en amour
80. Une image vaut mille maux
81. Histoires de pêche
82. L'Intention
83. C'est pas un cadeau
84. Les 2 font le père
85. Le Cœur a ses raisons
86. Le Neuvième élément
87. L’Art de l’excuse
88. Erreur sur la soirée!
89. Qui s’y gratte, s’y pique!
90. Fugue pour un jeu
91. Qu’est-ce qu’on fera plus tard?
92. Chez moi c'est chez toi
93. The L'Espérance-Laporte-Carpentier Show
94. La Roue de secours
95. Une bouteille à la mer
96. Changer de tête
97. Sélina « On Ice »
98. Cyrano
99. Danse Mania
100. Méchant party!

## Troisième saison (2003-2004)
1. Bébé boum
2. Le moche et le poche
3. New York, New York
4. Copier coller
5. Photo, Boulot, Dodo
6. Si j'avais une blonde
7. Motus et broches cousues
8. Si le chandail te fait
9. La fièvre des élections
10. Les trois petits cochons
11. L'épluchette SANS blé d'Inde
12. Menteries et pepperoni
13. C'est quoi ton signe
14. Grosses colères et petites souris
15. Tendue et malentendu
16. Imbroglio, mono et faux zéro
17. La tête de madame Doucette
18. Centripète et centrifuge
19. Quand l'amour s'en mêle
20. Vous écoutez MANO FM
21. Il faut sauver l'ami Thomas
22. C'était Justine Aventure
23. Amitiés en péril
24. Sous influence
25. Mauvais coups et bonnes leçons!
26. La première fois
27. Dans le ventre du serpent
28. Star en catimini
29. Pas le vrai Tommy Bleau
30. Espions en herbe
31. La grosse tête
32. L'envahisseur
33. Le sixième sens
34. Il faut le voir pour le croire
35. Le serpent et une langue de vipère
36. La revanche des esprits
37. Le crime ne paie pas
38. Modèle et rebelle
39. Langue sale
40. Il y a de l'amour dans l'air
41. Trois filles, deux béquilles et une cheville!
42. À vos poils... prêts ! Aux douches !
43. Méchant pétard!
44. Les allumeurs d'étoiles
45. Débordé!
46. Le couple de l'année
47. Force d'attraction
48. Joyeux Noël !!!
49. Le nombril du monde
50. Un ami qui vous veut du bien
51. Reste proche, mais... plus loin
52. Réputations
53. Bisbille de fifille
54. Les copains d'abord
55. Secrets mal gardés
56. Y'en aura pas de facile
57. Petites menteries, gros ennuis!
58. Coup de foudre !
59. Embrassez qui vous voulez!
60. Un itinérant errant
61. Ça tourne autour du pot
62. L'habit ne fait pas le cow boy
63. Distractions et attractions
64. Serpent à sornettes
65. La boîte à surprises
66. Contre vents et marées…
67. Science et inconscience
68. Abracad’embrouille
69. Le cadeau empoisonné
70. Tatouage à tout âge
71. Les vrais gars ne se mouillent pas
72. Totale énervante
73. Pleure pas bébé
74. Corrida dans le corridor
75. Le journal de Manolo
76. Uniforme ou non
77. Personnalités de la semaine
78. Souvent, longtemps, énormément
79. Manolo sous haute surveillance
80. La parraine
81. Assez, c’est assez!
82. L'atelier de fesses
83. Pas touche!
84. Complètement marteau
85. Ça fait mal
86. Les deux visages de M. Mongeau
87. Nathan à l’école d’inconduite
88. Samedi qu’on ne s’ennuiera pas
89. Ragoût de boulettes et truffe de chien
90. Avoir su…
91. Pile je gagne, face tu perds
92. Souris, tu m’inquiètes
93. Enregistrements compromettants
94. Attentions et déceptions
95. Une mystérieuse disparition
96. Un secret, c’est sacré
97. Un amour top secret
98. Monsieur Mongeau est un extraterrestre!
99. Défi défilé
100. Scoop

## Quatrième saison (2004-2005)
1. C'est plus le temps des vacances
2. L’Invasion des nouveaux
3. Idole honteuse
4. Improvisation mixte ayant pour thème : jalousie!
5. Plus ça change, moins ça va…
6. Sois rebelle et tais-toi!
7. Moyen Âge et grosse surprise!
8. Cupidon s’en prend à Sélina!
9. Qui choisir?
10. Manolo « enchanté »
11. Scie et seulement scie…
12. Commotion familiale
13. Déceptions en chaîne
14. Danse et coïncidences
15. Haut-parleur, petit faiseur
16. Le Seigneur des anneaux
17. Laissé pour compte
18. Maudite boisson!
19. Kaki les culottes?
20. La Série du siècle
21. L’Habit de l’emploi
22. Journée sexy
23. Duo de choc
24. Concours de circonstances
25. Quand l’inspiration va, tout va
26. Isa-belle 14
27. On se rallye!
28. Faut que tu dises non!
29. Respire par le nez, Karine!
30. Ce n’est qu’un au revoir…
31. Les bons comptes font les bons amoureux
32. Les frontières Derome
33. Le blues de Manolo
34. Une couple d’histoires de couples
35. Amitié recherchée
36. La clé est dans la roche, maluron, maluré
37. J’aurais voulu être un artiste
38. La roue d’infortune
39. Pourquoi s’en faire?
40. Le vantard d’Amérique
41. Cadeau piégé
42. Jour de lents
43. La cinquième place
44. Haute pression
45. Question de look…
46. Contre-plaqué
47. Prince ou Crapaud?
48. L’échange de cadeaux
49. Dans le portrait
50. Il m’énerve!!!
51. Dans le sens de joyeux?
52. C’est normal
53. Que la meilleure gagne
54. Nip, nip, nip ? Nourra!
55. Show de Vent
56. L’avenir, c’est tout de suite!
57. La force de l’inertie!
58. Sous-location
59. Tout finit par une chanson
60. La ballade de Constance et Mano
61. Chasse à l'homme
62. Écarts de conduite
63. Blues romantique
64. Karine la magouilleuse
65. Guerre civile
66. Pourquoi pas un sandwich au thon?
67. La grande déclaration
68. Le choix de Sélina
69. Qui prend chum prend amis
70. Assez!
71. Sélina sous zéro
72. La vache et le pot de colle
73. Des hauts et des ba…nnis
74. Y a-t-il de l’amour sur terre?
75. Chroniques
76. Mauvaises nouvelles
77. Becs et bum
78. Tcha-tcha-tchatte!
79. Le tournoi du siècle
80. Un départ inattendu
81. Enfoncer le clou
82. La France sans souffrance
83. Lâcher le morceau
84. Efforts de guerre
85. Le bouton de la modestie
86. C'est mon Mathieu
87. Réingénierie 101
88. Vaches maigres megs
89. La stratégie
90. Écoute-moi, quand je te parle!
91. Face à farce !
92. Victoire, Victoria !
93. C’est pas juste!
94. Maman, je te présente JF!
95. Le party chez Roxanne
96. Il va y avoir du sport!
97. Défi sportif
98. Chronique d’un drame annoncé
99. La campagne en ville
100. Grand moment!

## Cinquième saison (2005-2006)
1. Campagne sauvage
2. Chez toi, c’est chez moi
3. Comme avant!
4. Le party!
5. JF l'envahisseur
6. Tôt ou tard
7. Comme dans un film
8. Le parrain
9. Deuxième niveau
10. Les dents de l'amère
11. Mal de mère
12. Plus ça change, plus c’est pareil!
13. On est tous le rejet de quelqu'un
14. Les crocs à cran
15. Une journée échevelée
16. Blessures de guerre
17. Bonne fête, Nathan!
18. Oui, allô?
19. Cruel ménage
20. Décroche!
21. L'amour démasqué
22. Think Big!
23. Seuil d’incompétence
24. Un gars, une fille… puis son père!
25. Des histoires bêtes
26. Les fleurs du mal
27. Intolérance zéro
28. C’est à cause des tacos
29. Surprise en trois prises
30. Miroir, miroir…
31. Au royaume des mieux
32. J't'aime, j't'envie…
33. Sauvons Télé-Gamines
34. Un casse-tête mur à mur
35. Télé-Réalité
36. L'habit ne fait pas le moine
37. Copier-coller-comploter
38. Nouvelle administration
39. Hawaïen!
40. Fureur et taï chi
41. La revanche des clowns
42. Hypnose pour homme
43. Gardienne party!
44. Les cheveux en quatre
45. L'accord du participe pas assez
46. Les fêtes accrochent
47. Coup sur coup
48. Noël en famille
49. Résolument résolus
50. L'effet Pénélope
51. Enfer et questionnaire
52. Une malade imaginaire?
53. Spaghetti western
54. Je m'en souviens!
55. Le feu de l'amour
56. Improvisations mixtes, S.V.P.
57. Trop, c'est trop
58. Livre ouvert
59. C'est pas moi!
60. La fièvre du samedi plate
61. Des livres et vous
62. C'est du gâteau!
63. Les intelligences
64. Haut-parleurs et haute couture
65. Miss Pétard
66. Quelque chose à déclarer?
67. Harcelée au max
68. Retardé
69. Ça casse, mais ça passe
70. La constance du débiné
71. Jeter la serviette
72. Esprit de famille
73. C'est Leena!
74. Seuls au monde?
75. Procrastination 101
76. L'ex-centrique
77. La promesse
78. Mots couverts
79. Parle avec lui
80. Mon «haltère» ego
81. Le Max plus ultra!
82. Ami amer
83. Party de couples
84. Un ami de secours
85. Mal de sœur
86. C’est loin en titi, Haïti!
87. Jeux dangereux
88. Un prix à tout prix
89. Opération sauvetage
90. Abus de confiance
91. Adieu Télé-Gamines
92. L'humilité d'un gagnant
93. Découpons des coupons!
94. Écoute pas ça!
95. Job d'été
96. Méritas bien mérités
97. La confiance règne
98. Canapés sur canapé
99. Jour de bal
100. Famille en quarantaine

## Sixième saison (2006-2007)
1. Martre et mystère
2. Jetable après usage
3. Accords et désaccords
4. Si j’avais un chat…
5. C’est aujourd’hui la veille
6. L’année commence bien!
7. Sélina L-C, détective privée
8. On est tous des cons!
9. Populaire ou pas?
10. Le prix du billet
11. Impro-pub
12. Élire ou lire?
13. Jouer aux drames
14. Le marathon de l’amitié
15. Pile je perds, face tu gagnes!
16. Privée de vie privée
17. Rupture et déconfiture
18. La chimie passe
19. Des Pee-Wee et des chums
20. Cheese
21. Bonsoir, il est parti!
22. Un gars, ça ne parle pas
23. Participe passé
24. Ça va faire!
25. Le cœur sur la main
26. Viva la fiesta!
27. Sous-salle d’attente
28. Qui m’a piqué mon ex?
29. Des règlements ou dérèglement?
30. Voir ou ne pas voir
31. Le bol du bollé
32. Simon Love Karine
33. Secret de famille
34. Plus que parfait?
35. Aveugles?
36. Les choix de Sélina
37. Erreurs d’impression
38. Promesse!
39. La finale
40. Garde à départager
41. Pique-nique ethnique
42. Touche pas à ma radio
43. Sauve qui « pneu »!
44. Fille de tête se casse la tête
45. Photos de vacances
46. Couture pour les nuls
47. Point final
48. Banni ou rejet
49. Papa a pas raison
50. Noël? C’est pas un cadeau!
51. La main dans le sac
52. Noël « chill »
53. Boules et boulots
54. Souper embêtant
55. Vilain voleur
56. Œil pour œil...
57. À tout prix!
58. Pitié!
59. Le cirque
60. Sélina la tricheuse?
61. Manolo se pique!
62. Arbitre coupable
63. Le juste milieu
64. Oups!
65. La Manumanie
66. Rendez-vous
67. De retour après la pause
68. Le sixième joueur
69. Chassés-croisés amicaux
70. Trac Attack
71. Chronique panique
72. Issues de secours
73. Alexis, puni?
74. Action!
75. Sans valentin
76. Alexis le poteux
77. Juste pour rire…
78. Retour à l’école
79. Lapsus informatique
80. Le Thomas de l’Ouest
81. Chose promise, chose due!
82. Change pour change
83. Ensœurcelée
84. Les baguettes en l'air
85. Et la réponse est...
86. Prête, prête, j’y vais!
87. Sportifs à l'écoute
88. Une montagne d'incompréhension
89. Des faux pas et des pas
90. Chaudrons et science-fiction
91. Bar tendre
92. Et le meilleur est...
93. Un paquet de troubles
94. Le club des ex
95. Patentes et chinoiseries
96. Alexis et son hameçon
97. Parlez-moi d'amour
98. Il y a crise et crise
99. Camping très sauvage
100. J'ai mon voyage

## Septième saison (2007-2008)
1. Le bonheur est dans la télé!
2. Un de perdu, un de retrouvé
3. Coup de chaleur
4. The Zapper
5. Mission Top Secret
6. La nouvelle
7. Tension : attention!
8. Case départ
9. Bouddha Sélina
10. C’est quoi ton problème?
11. Politiques vestimentaires
12. Qui m’aime me suive!
13. Méchants duels
14. L’air de rien
15. Chère Sélina, c’est à ton tour
16. Réanimation amoureuse
17. Deux coqs et un poussin
18. Fracture du cœur
19. Dans la soupe chaude!
20. Sœur encombrante
21. Trop drôle, c'est trop
22. C'est du sport, coach!
23. Parents partis, party parfait
24. Le grand ménage d'automne
25. Cœur atout
26. Devine qui vient souper?
27. L'émotion
28. Le retour des zombies
29. Un amour banni
30. Séduction 101
31. Dans l'eau chaude
32. Coup de théâtre
33. La famille Hélium s'éclate
34. Manquer le bateau
35. Vie de star
36. Simon Angélil
37. Générations piton
38. Bougeons donc!
39. Coincé pogné
40. La danse des cancans
41. Des raisons déraisonnables
42. La vie en gris
43. Chantage en duo
44. Coup sur coup
45. Y'a de la haine
46. Ondes de choc
47. Quand ça colle
48. Coco rasé
49. Sexe, oranges et rock'n'roll
50. Prix en sandwich
51. Changement de programme
52. Radiothérapie de couple
53. Boîtes à problèmes
54. Nuit blanche
55. On fait tous du cinéma
56. Hémoglobine
57. Le cadeau empoisonné
58. Y'a toujours ben des limites
59. La fée et le pas fin
60. Noël, c'est l'amour
61. Poignées d’amour et de raisins
62. Histoire d'eau
63. Le refuge
64. Victoire et Victoria
65. Zéro de conduite
66. Cas désespéré
67. Ça crachouille
68. Papa mia
69. L'argent se fait rare
70. La soirée Vancouver
71. Quand Gary-Bob mêle les cartes
72. Erreur de jeunesse
73. Qui mène le bal?
74. Croyances décousues
75. Improvisations
76. Les mères exagèrent!
77. Un retour gâché
78. Cimetière
79. Blancs comme neige
80. L’année du raton-laveur
81. Aux barricades!
82. Mauvaise journée
83. Crack Attaque
84. Qui embrasse trop...
85. La petite cuillère
86. Héros ou zéro?
87. L’annonce faite à Monique
88. La grande demande
89. Code rouge
90. Le feu sacré
91. Mon cœur balance
92. Non-dit et cachotteries
93. La dernière bataille
94. Brillant comme une ampoule
95. Quand c’est non, c’est... oui?
96. Le dindon de la farce
97. Missions extrêmes
98. Ça passe ou ça casse
99. Ouvre-moi ta porte...
100. Sondages
101. Au bal des vampires
102. Ma petite entreprise
103. Le billet voyageur
104. 100 % chien
105. Cric, crac, crottes
106. Trop rejet
107. S’en vanter un peu, beaucoup
108. Bonne figure
109. La faute aux photos
110. Chez-nous c’est chez-nous
111. L'a b c de la persuasion
112. Un mensonge pas très songé
113. Une traduction S.V.P!
114. Sur la même longueur d’onde
115. Hasard ou synchronicité
116. Sauvetage d’image
117. Chum avec le chum de mon chum
118. Un de plus… un de moins
119. Toute petite la planète
120. Ce n’est qu’un au revoir

## Huitième saison (2008)
1. Les trois taches
2. Un party trop improvisé
3. Mon meilleur ennemi
4. Discrétion demandée
5. Démo comme dans démoli
6. Solo imposé
7. Le dernier jour d’une autre vie
8. Roman-savon
9. Un coup dur
10. La ligue en question
11. De la tête au cœur
12. Fuis-moi je te suis
13. La vie équitable
14. L’affaire est ketchup
15. La blonde de Gary-Bob
16. Manipulée avec attention
17. Bannis, c’est fini?
18. Une question d’équilibre
19. Chasse à l’homme
20. Adieu
21. Amitiés troubles
22. Au grand jour
23. Quand l’amour frappe!
24. La vraie nature de Sara
25. Cartes sur table
26. Quand ça tourne au cauchemar…
27. Je l’aime; elle, même pas…
28. Monsieur Saucisse
29. Le Désir de Simon
30. Une sale mission
31. Traitements choc
32. Ceci n’est pas une blague
33. Coupez!
34. Trois épreuves pour Sophie
35. À vouloir trop en faire
36. Avatars de stars
37. Le Retour de Mariane
38. Pénurie de $ $ $
39. Amour pas éthique
40. Ces fans qui aiment trop
41. Plein de bonne volonté
42. Rien de noir… Rien de blanc…
43. Les Joies de la maturité
44. Zones limites
45. Des règlements contraignants
46. Bouche-à-bouche… à oreille
47. À fleur de peau
48. Tout pour Karine
49. Cache-Cash
50. Mariane la tenace
51. Je m’avoue, je t’avoue
52. Pas de panique!
53. Je t’aime moi non plus
54. Romance et vacances
55. Coup de théâtre
56. Du rêve à la téléréalité...
57. Fausse impression
58. Je voudrais vous faire part…
59. La Vendetta de Victoria
60. Quelle mouche vous a piqués?
61. Douche froide
62. Non, je ne regrette rien?
63. L’Inoubliable Mongeau
64. Le bonheur est dans le party!
65. Oui, on le veut!